# Grecia en los Juegos Paralímpicos de Arnhem 1980
Grecia estuvo representada en los Juegos Paralímpicos de Arnhem 1980 por siete deportistas, seis hombres y una mujer.

## Medallistas
El equipo paralímpico griego obtuvo las siguientes medallas:
| Nombre          | Deporte   | Evento            |
| --------------- | --------- | ----------------- |
| Oro             |           |                   |
| —               |           |                   |
| Plata           |           |                   |
| —               |           |                   |
| Bronce          |           |                   |
| George Mouzakis | Atletismo | 60 m 1B masculino |